# Jörg Jarnut
Jörg Jarnut (Weimar, 1º marzo 1942 – 6 marzo 2023) è stato uno storico tedesco.

## Biografia
Fu autore di numerose ricerche sull'Alto Medioevo, in particolare sui Longobardi.
Studioso delle istituzioni e della società delle Invasioni barbariche e dell'Alto Medioevo, fu docente di Storia medievale all'Università di Paderborn.

## Opere
- Bergamo 568-1098. Storia istituzionale, sociale ed economica di una città lombarda nell'Alto Medioevo, Bergamo, Archivio Bergamasco, 1980. ISBN MIL0010412
- L'evoluzione delle città italiane nell'XI secolo (con Renato Bordone), Bologna 1988)
- Storia dei Longobardi, traduzione di Paola Guglielmotti, Torino, Einaudi, 1995  [1982], ISBN 88-06-13658-5.